# Le Porge
Le Porge ist eine französische Gemeinde im Département Gironde in der Region Nouvelle-Aquitaine mit 3.418 Einwohnern (Stand: 1. Januar 2022). Sie gehört zum Arrondissement Lesparre-Médoc und zum Kanton Le Sud-Médoc. Die Einwohner werden Porgeais genannt.

## Geografie
Le Porge liegt etwa 40 Kilometer westnordwestlich von Bordeaux im Médoc an der Atlantikküste (der sog. Silberküste). Der Ort Le Porge selbst liegt 11 km von der aquitanischen Atlantikküste entfernt. Das Gemeindegebiet gehört zum Regionalen Naturpark Médoc. Umgeben wird Le Porge von den Nachbargemeinden Lacanau im Norden, Saumos im Nordosten, Le Temple im Osten, Arès im Süden und Südosten sowie Lège-Cap-Ferret im Süden.
Durch die Gemeinde führt die Via Turonensis, eine Variante des Jakobswegs.

### Le Porge Océan
Le Porge Océan liegt unmittelbar an der Atlantikküste und ist nur vom 11 km landeinwärts liegenden Ort Le Porge her über eine zur Küste führende Stichstraße anfahrbar. Es ist für die Einwohner Bordeauxs der nächstliegende freie Atlantikzugang und weist deshalb zwei lange, hinter den Dünen unter der Pinienbewaldung liegende, sich längst der Küste nach Norden und Süden erstreckende Autoparkschleifen für Tagesausflügler auf. Einfach gestaltete Tische und Sitzbänke für Picknicks sind unter den Bäumen fest installiert. Das südliche Ende der südlichen Parkschleife ist zur Erinnerung daran, dass die Gegend bis 1944 von NS-Deutschland besetzt war, inoffiziell als „Carrefour Kriegsmarine“ ausgeschildert. Ein sich längs der Silberküste erstreckender geteerter Radweg durchquert Le Porge Océan. Nach Norden führt er zunächst nach Lacanau Océan und reicht letztlich bis zum Point de Grave, nach Süden bis zur Südspitze des Cap Ferret.
Einige Fußwege führen von den Parkschleifen über die Dünen zum Strand. Längs eines dieser Fußwege liegen einige saisonal bewirtschaftete Restaurants und Cafés. Auch ein großer, jedoch locker belegter Campingplatz für Zelte, Wohnwagen und Wohnmobile und mit einigen Mobile Homes  ist vorhanden. Verschiedene Unternehmen bieten Surfkurse oder leihweise Surfausrüstung an. Feste Wohnbebauung oder Hotels gibt es dagegen in Le Porge Océan nicht.

### La Jenny
La Jenny ist der Name einer großen abgeschlossenen Ferienanlage auf dem Gemeindegebiet von Le Porge. Sie liegt unmittelbar an der Atlantikküste ca. 5 km südlich von Le Porge Océan. Sie ist ein Naturistendorf, das der Freikörperkultur verschrieben ist.

## Bevölkerung
| Jahr      | 1962  | 1968  | 1975  | 1982  | 1990  | 1999  | 2006  | 2017  |
| --------- | ----- | ----- | ----- | ----- | ----- | ----- | ----- | ----- |
| Einwohner | 1.087 | 1.149 | 1.058 | 1.100 | 1.230 | 1.507 | 2.199 | 3.185 |

## Sehenswürdigkeiten

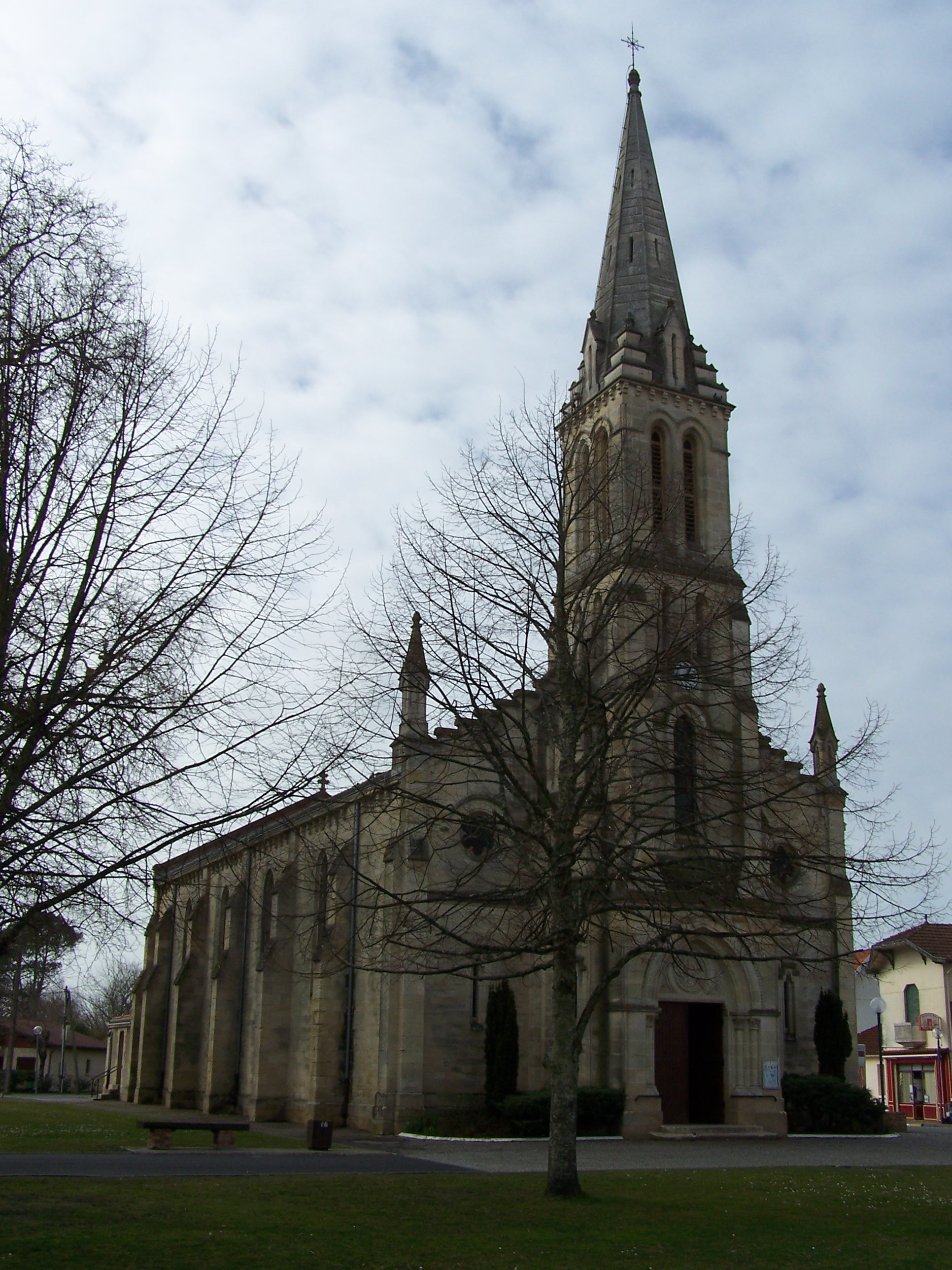
Kirche Saint-Seurin

- Kirche Saint-Seurin, erbaut 1892 (siehe auch: Liste der Monuments historiques in Le Porge)